# Histoire des chemins de fer au Ghana
L'Histoire des chemins de fer au Ghana est l'une des plus anciennes d'Afrique, pour des raisons militaires et coloniales. La recherche des matières premières, l'or puis le cacao, ont motivé la construction des lignes à l'époque coloniale. Le développement s'est poursuivi après l'Indépendance du pays en 1957, avec une montée du trafic de passagers.

## XIXesiècle

### Les britanniques dans la Gold Coast

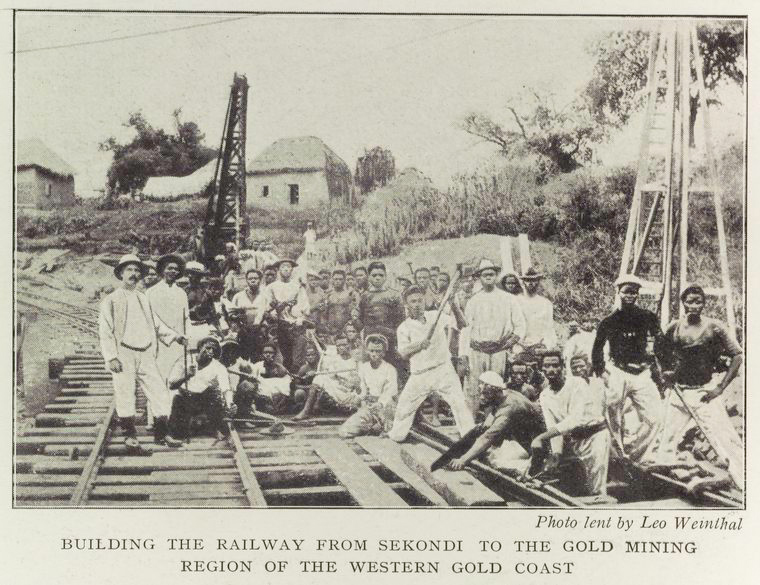
Construction d'une ligne de chemin de fer reliant Sékondi à la région minière (1910)

Dans la Gold Coast, la guerre opposant les troupes coloniales britanniques aux Ashantis en 1870, du  matériel destiné à la construction d'une ligne de chemin de fer capable d'approvisionner les troupes est expédié à Takoradi à la demande du gouverneur Garnet Wolseley. 
La guerre se termine cependant avant le début des travaux, et c'est la découverte de l'or dans la région de Tarkwa, à 70 kilomètres de Takoradi, à la fin du XIXe siècle, qui va finalement motiver la construction d'une première ligne, dans le sud du pays, où va se concentrer le réseau et où l'écartement de 1 067 mm est retenu.
La première ligne part du littoral vers Tarkwa, construite sous la direction du service public de la « Gold Coast » (Gold Coast Civil Service), dont le siège était à Sékondi. Plus de 16 000 ouvriers participent à la construction, particulièrement difficile du fait de la traversée de la forêt équatoriale. La présence de termites qui dévorent le bois oblige à importer des traverses métalliques. Les travaux commencent en 1898, et Tarkwa atteint en 1901. La ligne est prolongée jusqu'à Kumasi, la capitale du pays Ashanti. L'idée de créer un port a émergé dès 1895, pour desservir la région aurifère et permettre l'acheminement du matériel, mais n'aboutit pas, affaiblissant l'ensemble des projets ferroviaires. La construction du réseau ferré du Ghana commença avant même l’existence d’installations portuaires, et les locomotives et autres équipements devaient être délestés sur la plage.

## XXesiècle

### Les projets interrompus du début du siècle
En 1905, l'administration coloniale anglaise songe à relier Accra, capitale de la colonie, au reste du réseau ferroviaire mais ces travaux ne débutent qu'en 1911, sous l'égide de la Gold Coast Government Railways.
Une ligne dans l'est du Ghana part d'Accra en 1908 mais elle ne parviendra jusqu'à Kumasi qu'en 1923, en raison des retards financiers et logistiques causés par la Première Guerre mondiale. Cette ligne s'arrête à Tafo en 1918. Les justifications de ce projet mentionnent pas la culture du cacao mais cette motivation apparait ensuite assez vite comme la principale pour la construction de la ligne. Le Ghana est devenu le premier exportateur mondial de cacao dès 1911 et sa part de marché va progresser fortement dans les années 1920. Le rail va diviser les coûts de transport de cette matière première par trois à six, selon les lignes, dans un premier temps, puis par plus de dix.

### L'entre-deux-guerres
La ligne orientale (Eastern Railway) de 304 kilomètres fut construite en 1923 par les Britanniques, dans le but de transporter les minéraux et le cacao. Arrivé en 1919, le nouveau gouverneur anglais Sir Gordon Guggisberg engage  un vaste programme de construction de routes, dont le réseau triple en dix ans, via le « Tarmet Program », et de voies de chemin de fer, dont l'étendue double sur la même période. Il commence l'établissement d'un port en eaux profondes à Takoradi, alors que la production et les exportations de cacao progressent fortement, faisant de très loin le Ghana le premier exportateur mondial de cacao, à près de 44 % de l'offre totale disponible, alors que la production a été multipliée par 30 en 20 ans. Le succès du programme routier fait que le transport par le rail passe de 80 % à 60 % après 1924.
Le port de Takoradi, qui traite du cacao, des conteneurs et des produits forestiers, devient ainsi le nouveau débouché maritime de la Gold Coast. Il est inauguré le avril 1928 avec une grande solennité, alors que les travaux ont commencé en 1921,  sous la direction de Sir Gordon Guggisberg, pour un prix de revient élevé, qui atteint 300 000 livres sterling. Le port étant relativement peu profond pour l'époque, d’à peine 10,5 mètres à l’époque coloniale, les cargaisons devaient souvent être transbordées sur des embarcations plus petites pour être amenées à terre. 
Le siège de la Gold Coast Government Railways fut transféré à Takoradi, après la construction du port de Takoradi, et les chemins de fer et les ports furent conjointement administrés en tant que Ghana Railway & Ports Authority.
En 1927, le Anglais lancent un nouveau projet pour connecter les deux lignes existantes, pour développer encore la production cacaoyère et celle de diamants, près de Kade, mais cette troisième ligne va seulement de la vallée de Huni jusqu'à Kade et ne rejoindra la ligne de l'est qu'en 1956.

### Après l'indépendance de 1957
Lors de l'indépendance du Ghana en 1957, l'ancien Gold coast government railways est fusionné avec le service des ports pour former le Ghana railway and ports autorithy. Cette situation dure jusqu'en 1976, où les chemins de fer retrouvent leur indépendance dans le cadre du Ghana railway corporation. En 1976, la SMCD 95 sépara la voie ferrée des ports, pour en faire la Ghana Railway Corporation. 
La « Ghana Railway Corporation » devient ainsi la Ghana Railways Company limited, l'organisme public chargé de la gestion du réseau ferroviaire national.  
En 1931, le rail transportait 760 000 tonnes de marchandises et 1,34 million de passagers et à la fin des années 1960, il était passé à 3,5 millions de tonnes de marchandises et 6 millions de passagers, mais en 1984 le trafic total était revenu à 374 000 tonnes de marchandises, un retour au niveau de 1921, et à 2,1 millions de passagers, en raison de la concurrence du transport par la route.

## XXIesiècle
Au tournant du XXIe siècle, le Ghana dispose d’un réseau ferroviaire d’environ 950 km environ, bâti sur trois lignes principales : 
- celle de la région occidentale (du port de Takoradi à Kumasi, y compris la ligne de desserte Dunkwa-Awaso) ;

- la ligne de la région orientale (d’Accra à Kumasi, y compris la ligne de desserte Accra-Tema) ;

- la ligne centrale (vallée de Huni jusqu’à l’embranchement de Kotoku, y compris la ligne de desserte de l’embranchement d’Achiasi à Kade).

L'entreprise voit à nouveau son statut modifié le 19 mars 2001 et devient Ghana railways company limited, une société à responsabilité limitée.